# Судак (река)
Суда́к (другие названия Таракташ, Алепхор, Алыпхор, Суук-Су; укр. Судак, Таракташ, крымскотат. Sudaq, Taraq Taş, Судакъ, Таракъ Таш) — река на юго-восточном берегу Крыма, самая длинная река Южного берега Крыма — длина 22 км, площадь водосборного бассейна — 161 км², среднемноголетний сток, на гидропосте Судак, составляет 0,112 м³/сек, уклон реки — 35,5 м/км.

## Название
Употребляются несколько вариантов названия реки: в справочнике «Поверхностные водные объекты Крыма» и производных от него документах основным считается Таракташ, вторичные — Судак и СуукСу. На карте из сборника Петра Кеппена 1836 года — Таракташ, в «Списке населённых мест Таврической губернии по сведениям 1864 года» — Суук-Су и Таракташ. В путеводителе Сосногоровой 1871 года — Суук-Су, Алепхор, либо Алыпхор. Николай Рухлов в книге 1915 года «Обзор речных долин горной части Крыма» употреблял название Судак. В издании «Крым. Географические названия» поясняется, что река в верхнем течении от устья реки Аджибей до поселка Дачное имеет название Таракташ.;на современных картах у реки два названия: верховья Суук-Су и низовья — Судак. В онлайновой «Энциклопедии Судак» даются пояснения названиям: Таракташ, с крымскотатарского крымскотат. Taraq Taş — «каменный гребень», по названию характерной горы в долине. Также крымскотатарское толкование слова Судак: су — «вода», даг — «гора, лес». Алепхор, или Алыпхор — от греческого алопис (греч. Αλεπού) лисица и хора, хорос (греч. Χώρᾳ) — место, пространство.

## Общие сведения
Начинается река недалеко от перевала Тат-Кара (южнее села Переваловка) (в книге Олиферова «Реки и Озёра Крыма» содержится утверждение, что исток находится в лесистом амфитеатре между хребтом Хамбал и горой Куркушлу-Оба, но в этом месте начинается река Эски-Юрт). Рухлов считал, что река Судак начинается слиянием составляющих Суук-Су и Аджи-Бей. У реки, согласно справочнику «Поверхностные водные объекты Крыма», 1 безымянный приток, длиной менее 5 километров и 3 более крупные: левые Эски-Юрт длиной 15 км, впадает в 15 км от устья, Аджи-Бей — 11 км (впадает в 11 км от устья) и правый Карагач длиной 13 км (впадает в 2,2 км от устья). Ниже горы Таракташ горы расступаются и образуется Судакская долина. Русло реки на территории города спрямлено и большей частью забетонировано, впадает в море на восточной окраине города Судак недалеко от мыса Алчак. большую часть года маловодна. После интенсивных дождей и во время снеготаяния в горах катастрофически разливается: известен паводок 1967 года, когда погибли 20 человек. Разлив реки изображён на картине И. К. Айвазовского «Ливень в Судаке» (1897 год). Водоохранная зона реки установлена в 50 м.

## Наводнение 2017 года
Вечером 18 августа 2017 в верховьях реки Судак начался ливень, который длился всю ночь. Грязевые потоки подтопили 41 частный дом на 4 улицах Судака, 76 человек, в том числе 23 ребёнка были эвакуированы, размыта трасса Грушевка — Судак, дорожная пробка растянулась на 10 км. Силами МЧС 40 человек и 4 ребёнка эвакуированы с места подтопления. На подъезде к Дачному около 50-ти машин были собраны в «домино». Русло реки у впадения в море, обычно сухое, размыто до глубины 2 метра.